# Back Erik Andersson
Back (eller Backollas) Erik Andersson, född 5 maj 1778 i Ullvi by, död 16 juli 1847, räknas som en av de främsta dalmålarna från Leksand. Andersson tillhörde Ullviskolan. Bevarade målningar av honom är daterade 1817–1836, och finns spridda i hela Dalarna samt även i Västmanland och Värmland.
Andersson kom ursprungligen från Leksands socken i Dalarna och var verksam i sin hemby Ullvi. Han företog målarresor till Västmanland och Värmland. Hans arbeten är ofta signerade EAS i Ullvi och Lerksand. Han var en av de produktivaste av alla allmogemålare. Huvudparten av hans motiv är bibliska men även Karl XIV Johan och andra representanter från kungahuset förekommer på avbildningarna.
Bland hans arbeten märks Jesus rider in i Jerusalem som finns i Leksands hembygdsmuseum, Hästbyte på Nordiska museet och Den som sover behöver ingen mat i Dala fornsal Falun.  
Till 100-årsminnet av hans död visades en utställning med Andersson och andra dalamålares verk.